# Desperation (Roman)
Desperation ist ein Roman des US-amerikanischen Schriftstellers Stephen King aus dem Jahr 1996. Er wurde unter demselben Titel verfilmt.

## Handlung in chronologischer Reihenfolge
Die Handlung im Buch ist nicht chronologisch aufgebaut, sondern beginnt in der heutigen Zeit, aber selbst hierbei kommt es zu Zeitverschiebungen.
1859 werden in dem Bergbaustädtchen Desperation viele Chinesen zur Arbeit in den Minen eingesetzt. Diese stoßen nach einiger Zeit auf ein seltsames Loch in einer Höhle. Dort liegen viele widerwärtige, mit dämonischer Kraft versehene kleine Tierfiguren herum, von denen eine seltsame Faszination ausgeht – es sind die so genannten „can tahs“. Die chinesischen Arbeiter berühren diese Figuren, erliegen dem Einfluss von deren bösartigem Schöpfer Tak und beginnen, sich gegenseitig umzubringen. Nur zwei Brüder können sich retten und schaffen es, den Stollen zum Einsturz zu bringen. Nach ihrer Flucht in die Wüste erliegen die beiden Brüder schließlich doch dem Einfluss von Tak und kehren eine Woche später nach Desperation zurück. Hier werden sie von der Bevölkerung getötet.
In der Handlungszeit des Buches, also unserer Gegenwart, wird die Höhle bei einer Sprengung erneut freigelegt. Sie kann mit dem Einsturz des Stollens von 1859 in Verbindung gebracht werden und die Knochen der chinesischen Arbeiter werden entdeckt. Auf Drängen des Chefs Cary Ripton, der allein den Ruhm des Fundes auskosten möchte, sollen die Anderen erst am nächsten Tag dem Vorstand Bescheid geben.
Cary Ripton kehrt abends zu der Mine zurück und wird – auf nicht beschriebene Art und Weise – von dem Dämon Tak befallen. Im Körper von Ripton verteilt Tak Hunderte „can tahs“ überall in der Stadt. Hierbei tötet es alle Menschen und deren Familien, die bei der Entdeckung dabei waren. Tak bemerkt, dass Riptons Körper an Krebs leidet, so dass der Bergbauangestellte rasend schnell verfällt. Es kehrt zur Mine zurück und ruft Brad Josephson, einen Freund Riptons, an. Dieser kommt zur Mine, um Fotos von dem Fund zu machen. Tak überrumpelt ihn und sperrt ihn ein. Nachdem es alle Minenarbeiter, die zur Arbeit kamen, erschossen hat, geht es in den Körper von Josephson über.
Nachdem es zweieinhalb Tage in Josephsons Körper verbleiben konnte, nimmt es seinen nächsten Wirt ein. Dies ist der Polizist Collie Entragian, der von einem Wochenende außerhalb der Stadt zurückkommt. Nachdem es in diesen Körper übergegangen ist, beginnt Tak, die restliche Bevölkerung von Desperation zu töten. Gleichzeitig greift es anscheinend wahllos Reisende auf der Route 50 an, um weitere Wirte als „Körpervorrat“ einsperren zu können.
Zuerst hat es den örtlichen Tierarzt Tom Billingsley erwischt. Es folgen die Familie Carver, die Jacksons und zuletzt der Schriftsteller Johnny Marinville. Nachdem Tak im Körper des Polizisten die Tochter der Carvers und den Mann von Mary Jackson ermordet hat, nimmt es die Mutter Ellen Carver mit, um ihren Körper zu beherrschen. Dem kleinen David Carver – der seit der überraschenden Heilung seines verunglückten Freundes oft in Kontakt mit Gott steht – gelingt es in diesem Zeitraum, aus dem Gefängnis zu entkommen, indem er sich mit Seife bedeckt durch die Gitterstäbe zwängt. Er befreit die Anderen, alle bewaffnen sich und fliehen.
In einem zweiten Handlungsstrang geraten Marinvilles von diesem durch einen Funktelefonanruf benachrichtigter Agent Steve Ames und die von diesem als Anhalterin mitgenommene Cynthia Smith in die Stadt und können wegen einer blockierten Straße nicht mehr fliehen. Ames und Smith geraten immer wieder unter den Einfluss von „can tahs“, können letztendlich jedoch widerstehen. Sie entdecken das Ausmaß des Amoklaufes und aus ihrer Erzählsicht wird am deutlichsten, dass Tak auch Tiere steuern kann, vor allem Klapperschlangen, Spinnen, Kojoten und Geier, die immer wieder geordnet auftauchen und für viele der Todesfälle in Desperation verantwortlich sind. Unterwegs treffen sie auf die überlebende Geologin Audrey Wyler, die sich ihnen anschließt.
Nach einem Anruf von David mittels Marinvilles Telefon können die drei sich mit der größeren Gruppe zusammentun und gehen auf Rat des Tierarztes in das alte Kino. Nach einigen Besprechungen wird hier Tom Billingsley durch einen von Tak gesandten Puma getötet. Mit seinen letzten Worten macht er die letzten Überlebenden darauf aufmerksam, dass Audrey Wyler in gewisser Weise wie der Polizist Entragian Taks Einfluss erlegen sein muss, da beide gewachsen sind. Zu diesem Zeitpunkt versucht Audrey, den kleinen David zu ermorden. Die anderen können ihn retten, nur Mary Jackson bleibt bis zu Toms Tod bei diesem. Während die anderen sich um David kümmern, fällt Marys Fehlen kaum auf. Audrey, die unter dem Einfluss der Tierfiguren gestanden hat, zerfällt körperlich rasant und stirbt. Mary wird von Ellen Carver, deren Körper Tak nun lenkt, entführt und eingesperrt, um sie als nächsten Wirt zu verwenden.
Der Rest der Gruppe kann diesen Sachverhalt rekonstruieren und versucht nun Mary zu retten und Tak zu besiegen. Sie verschwinden aus dem Kino und wollen zur Mine hochfahren. Johnny Marinville verlässt die Gruppe jedoch, um allein aus der Stadt zu fliehen, kann jedoch nur bis zu einem der Gebäude flüchten, wo ein Wolf unter Taks Einfluss ihn angreift.
Mary kann währenddessen aus Taks Gefangenschaft entfliehen und macht sich wieder auf den Weg in die Stadt, ihr auf den Fersen ist Tak in Ellen Carvers sterbendem Körper.
Gleichzeitig kann David mit seinen Fähigkeiten der göttlichen Eingebung die Flucht von Mary erkennen. Er selber läuft zu Marinville, um diesen zu überzeugen zurückzukommen, und schickt die anderen los, um Mary zu helfen.
Mary kann Tak knapp entkommen und letztlich ist die ganze Gruppe wieder zusammen. Sie beschließen, die Mine zu versiegeln. Sie holen Sprengstoff aus dem Lager und gehen in den freigelegten Stollen. Davids Vater, der seinen Sohn vor einem Angriff Taks in Form eines Adlers (ein anderes Lebewesen stand Tak beim Tod Ellen Carvers nicht zur Verfügung) schützen will, kommt dabei ums Leben. Marinville sorgt dafür, dass David von den Anderen festgehalten wird, geht allein bis zu Taks „Wohnstatt“ und sprengt diese unter Opferung seines eigenen Lebens in die Luft.
Mary Jackson, Cynthia Smith, Steve Ames und David Carver sind letztlich die einzigen Überlebenden und machen sich auf den Heimweg. Nachdem vor allem im letzten Teil oft über die Grausamkeit Gottes gesprochen wurde, findet David in seiner Tasche eine Handschrift Marinvilles mit dem Hinweis auf 1. Joh 4,8 („Gott ist Liebe“).

## Personen / Paarungen
Mary und Peter Jackson sind ein Ehepaar, welches das Auto von Peters Schwester Deirdre nach New York bringt. Sie fahren durch die Halbwüste von Nevada und werden auf dem Highway 50 von Entragian angehalten, da das hintere Nummernschild an ihrem Wagen fehlt. Er bekommt einen Grund, die beiden mit auf das Revier zu nehmen, als er Marihuana von Deirdre im Auto entdeckt. Mary und Peter kommt das Ganze sehr ungewöhnlich vor, trotzdem lassen sie sich abführen und fahren mit nach Desperation. Beide entdeckten vor beziehungsweise während der Verhaftung merkwürdige Dinge wie eine tote Katze an einem Schild oder umgedrehte Fahrzeuge. In Desperation angekommen, tötet Entragian Peter Jackson ohne ersichtlichen Grund, indem er ihm viermal in den Bauch schießt.
Mary wird nach einem kurzen Kampf im Zellentrakt schließlich von dem Polizisten eingesperrt.
Ralph, Ellen, David und Kirsten Carver sind gerade auf dem Weg in den Urlaub, als deren Wohnmobil mit vier geplatzten Reifen in der Wüste zum Stillstand kommt. Direkt danach taucht der Polizist auf und nimmt die Familie, anscheinend zu deren Sicherheit, mit aufs Revier. Hier stößt er Kirsten, das siebenjährige Mädchen der Carvers, die Treppe hinunter und bricht ihr das Genick. Die anderen drei sperrt er in den Zellentrakt. Hier nimmt er nach einiger Zeit die Mutter Ellen Carver mit. Anscheinend benötigt der Dämon einen neuen Körper, so geht er in einer hier nicht näher beschriebenen Sequenz von dem Polizisten Collie Entragian in die Mutter Ellen Carver über.
Der Sohn David, der sehr gläubig ist, kann inzwischen sich und die anderen befreien. Er betet oftmals zu Gott und kann mit seiner Hilfe viele kleine Wunder schaffen, so kann er sich befreien oder Handys funktionieren plötzlich wieder. Er stellt das Gegenstück zu dem Dämonen Tak dar und ist teilweise der eigentliche Leiter der Gruppe.
Ralph wirkt in dem ganzen Roman sehr schwach und unsicher. Durch den Verlust von Tochter und Frau werden diese Eigenschaften noch verstärkt.
Johnny Marinville ist ein gealterter Schriftsteller, der eine Idee seiner Exfrau Terry verfolgt und noch ein Buch schreiben will. Dafür reist er auf einer Harley durch Amerika. Auf der Route 50 uriniert er gerade in die Wüste, als der Polizist auftaucht. Er schmuggelt dem Schriftsteller das Marihuana von Deirdre in die Satteltaschen, verhaftet ihn deswegen und nimmt ihn mit nach Desperation. Johnny ist ein trockener Alkoholiker. Im Laufe des Romans zeigt er verschiedene Facetten seines Charakters. So wird er vom selbstgefälligen Egomanen zum Retter in der Not.
Steve Ames ist der Organisator von Johnny Marinvilles Tour. Gleichzeitig bleibt er immer circa 75 Meilen hinter ihm auf seiner Route, falls etwas Unvorhergesehenes passiert. Hier trifft er Cynthia Smith, eine junge Punkerin, die er als Anhalterin mitnimmt. Die beiden freunden sich schnell an, als Steve einen Hilferuf von Johnny per Handy erhält. Er und Cynthia machen sich auf die Suche nach ihm und landen so in Desperation. Nach einigen grausamen und makaberen Situationen stellen sie fest, dass alle Einwohner der Stadt ermordet wurden, und können sich letztendlich im Kino dem Rest der Gruppe anschließen.
Steve und Cynthia sind beides unterschiedliche Charaktere, die jedoch durchgehend herzensgut und freundlich sind. Es wird eine Liebschaft zwischen den beiden angedeutet.
Tom Billingsley ist der Tierarzt in Desperation. Er wurde zu Beginn des Amoklaufes durch Entragian festgenommen und als Erster in den Zellentrakt gebracht. Er ist derjenige, der die Gruppe in das verschlossene Kino führt, da er dort oftmals mit seinen Freunden den alten Zeiten nachhing und einen geheimen Eingang durch die Toiletten kennt. Auch Tom ist Alkoholiker. Im Gegensatz zu Marinville ist er jedoch nicht trocken. Nachdem er immer mehr Alkohol zu sich genommen hat, geht er alleine zur Toilette zurück, wo der Dämon einen Puma auf ihn hetzt, der Tom umbringt. Die anderen können ihn nicht mehr retten.
Audrey Wyler ist eine Wissenschaftlerin und neben Billingsley anscheinend die einzige Überlebende des Amoklaufes von Collie Entragian. Als Einzige hat sie das vollständige Ausmaß des Amoklaufes miterlebt, als sie von einem Kurzurlaub zurückkam. Sie hat gesehen, wie der Polizist viele Bewohner der Stadt auf bestialische Weise ermordet hat, und konnte sich in der örtlichen Wäscherei vor ihm verstecken. Als Cynthia und Steve auf dem Weg ins Kino sind, schließt sie sich den beiden an.
Dort stellt sich dann allerdings heraus, dass Audrey auch unter dem Einfluss des Dämons steht und versucht, David zu töten. Cynthia, Steve, Johnny und Ralph können sie davon abhalten und retten David so das Leben. Audrey, die wieder zu sich kommt und zerfällt, schleppt sich zu einer stark baufälligen Empore in dem Theater und stürzt sich hinunter.
Tak ist eine Art Dämon. Er kann in Menschen oder Tiere übergehen. Allerdings zerfallen die Körper seiner Wirte nach und nach, sodass er ein neues Lebewesen finden muss. Zu Beginn des Romans steckt er in dem Polizisten Collie Entragian, nimmt in dieser Gestalt eine Menge Menschen fest und tötet fast alle Bewohner seines Heimatortes. Zudem kann er eine telepathische Verbindung zu Tieren aufnehmen, ihnen Befehle erteilen und in der Sprache der Toten sprechen. Nachdem Entragian zu zerfallen droht, geht er in Ellen Carvers Körper über. Der wichtigste Gegner des Dämons Tak ist über weite Strecken des Romans der gottesgläubige David Carver.
Tak kann die Fähigkeiten und Erinnerungen des jeweiligen Wirtes übernehmen. Zudem dehnt sich der Körper des Wirtes in Größe und Breite um mehrere Zentimeter aus. Hierdurch ist es möglich, den Dämon früher zu erkennen.

## Wissenswertes
- Der Roman erschien gleichzeitig mit seinem Gegenstück Regulator, der unter Kings Pseudonym Richard Bachman veröffentlicht wurde. In jenem Roman tragen viele Personen dieselben Namen wie in Desperation, wenn es auch nicht dieselben Personen sind (so sind Ellen und Ralph in Desperation die Eltern von David und Kirsten, in Regulator ist es genau umgekehrt) und die Handlung der beiden Romane unabhängig voneinander existiert. In beiden Werken geht es allerdings um denselben Dämon Tak. Eine solche „Zwillingsgeburt“ hatte es im Verlagswesen nie zuvor gegeben.
- Der christliche Glaube spielt in Desperation eine große Rolle. David Carver steht in direktem Kontakt mit Gott und führt die Gruppe Überlebender in den Kampf. Während des Aufenthaltes im Kino gibt es eine deutliche Anspielung auf die Speisung der 5000 mit Fisch und Brot (Mt 14,15ff., Mk 6,35ff., Lk 9,12ff., Jh 6,5ff.) in Form von Sardinen und Crackern, die trotz Verbrauches nicht weniger werden.
- King fuhr 1991 in einen kleinen Ort namens Ruth, das so ausgestorben wirkte, dass King sich unwillkürlich fragte, wer die ganze Bevölkerung ausradiert hatte. Der Deputy, dachte er, und die Idee für Desperation war geboren.
- Für den Roman erfand King eine eigene Sprache, die von Tak gesprochen wird und später auch in den Romanen um den Dunklen Turm auftaucht.

## Verknüpfungen mit anderen Werken
- Tak ist auch der Dämon in Regulator.
- Der von Tak verwendete Begriff „can-toi“ wird später in Der dunkle Turm für die Niederen Männer verwendet (siehe auch Niedere Männer in gelben Mänteln in Atlantis).
- Cynthia Smith begegnet man erstmals in einer Frauenhilfsstätte in Das Bild. Sie ist die einzige Person, die auch außerhalb der „Zwillingsgeburt“ Desperation und Regulator vorkommt und gehört zu den wenigen Charakteren, die ihr Äußeres nicht ändern.[1]
- Ellen Carver liest einen Roman von Paul Sheldon (aus Sie).
- Abgeschiedene Städte wie Desperation sind wiederholt ein Motiv in Kings Werk: Rock and Roll Heaven in Verdammt gute Band haben die hier, Willow in Regenzeit, der Stadtteil Crouch End (alle drei aus Alpträume), Gatlin in Kinder des Mais (aus Nachtschicht).

## Verfilmung
2006 wurde der Stoff als 3-stündige TV-Miniserie Desperation verfilmt. Die einprägsame Rolle des Collie Entragian übernahm dabei Ron Perlman; Steven Weber stellt Steve Ames dar – Weber war zuletzt in dem Remake von Shining zu sehen. Als John Edward Marinville trat Tom Skerritt auf, der sich ebenfalls schon einmal in einer King-Verfilmung, nämlich Dead Zone, behaupten konnte.